# FDP Rheinland-Pfalz

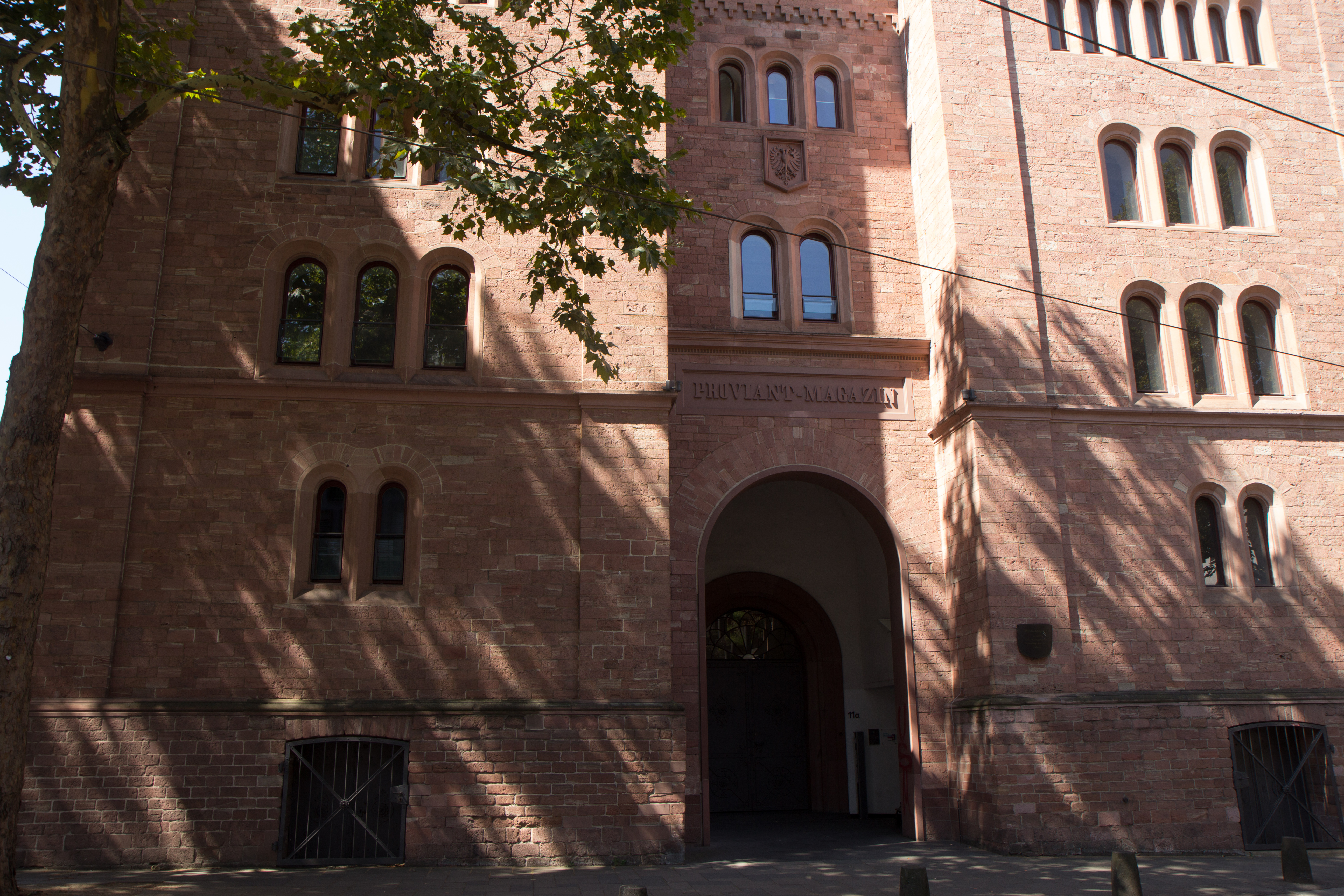
Sitz der Landesgeschäftsstelle der FDP Rheinland-Pfalz im Proviantamt in der Mainzer Innenstadt.

Die FDP Rheinland-Pfalz ist der rheinland-pfälzische Landesverband der FDP. Gegründet wurde die FDP Rheinland-Pfalz 1947 in Bad Kreuznach.

## Geschichte

### Gründung
Nach dem Zweiten Weltkrieg gab es mehrere liberale Bewegungen in Rheinland-Pfalz.
Im Norden fanden sich im Oktober 1945 Peter Wolf und Wilhelm Rautenstrauch zusammen, um im Trierer Raum eine liberale Partei aufzubauen. Der Antrag auf Zulassung einer liberal-demokratischen Partei wurde von der damals zuständigen französischen Militärregierung zunächst nicht entschieden. Wolf und Rautenstrauch konzentrierten sich indes auf die Kommunalwahl im September 1946. Da die Partei immer noch nicht zugelassen war, traten viele Liberale auf freien Listen an. Damals standen vor allem die Versorgungsnot, Wohnungsnot und der Aufbau eines demokratischen Schulwesens im Mittelpunkt der liberalen Mandatsträger. Nach der Kommunalwahl wurde dem Zulassungsantrag stattgegeben. Allerdings lehnte die Militärregierung den Namen ab und genehmigte stattdessen die Bezeichnung „Liberale Partei Rheinland-Pfalz“.
Im Süden gründeten sich nach dem Zweiten Weltkrieg zwei liberale Parteien, die Liberale Partei (LP) und der Soziale Volksbund (SV). Beide Parteien traten mit jeweils eigenen Listen gegeneinander bei der Kommunalwahl im September 1946 an. Der Soziale Volksbund sprach sich gegen die Planwirtschaft, für Wettbewerb und das mittelständische Unternehmertum aus. Die „Lehren von Karl Marx würden auf die heutige Zeit angewandt zur Katastrophe führen“, war das Credo der Liberalen. Man hatte das Ziel, die Aufhebung der Zonengrenzen zu erreichen, um den freien Warenverkehr zwischen den Besatzungszonen zu ermöglichen.

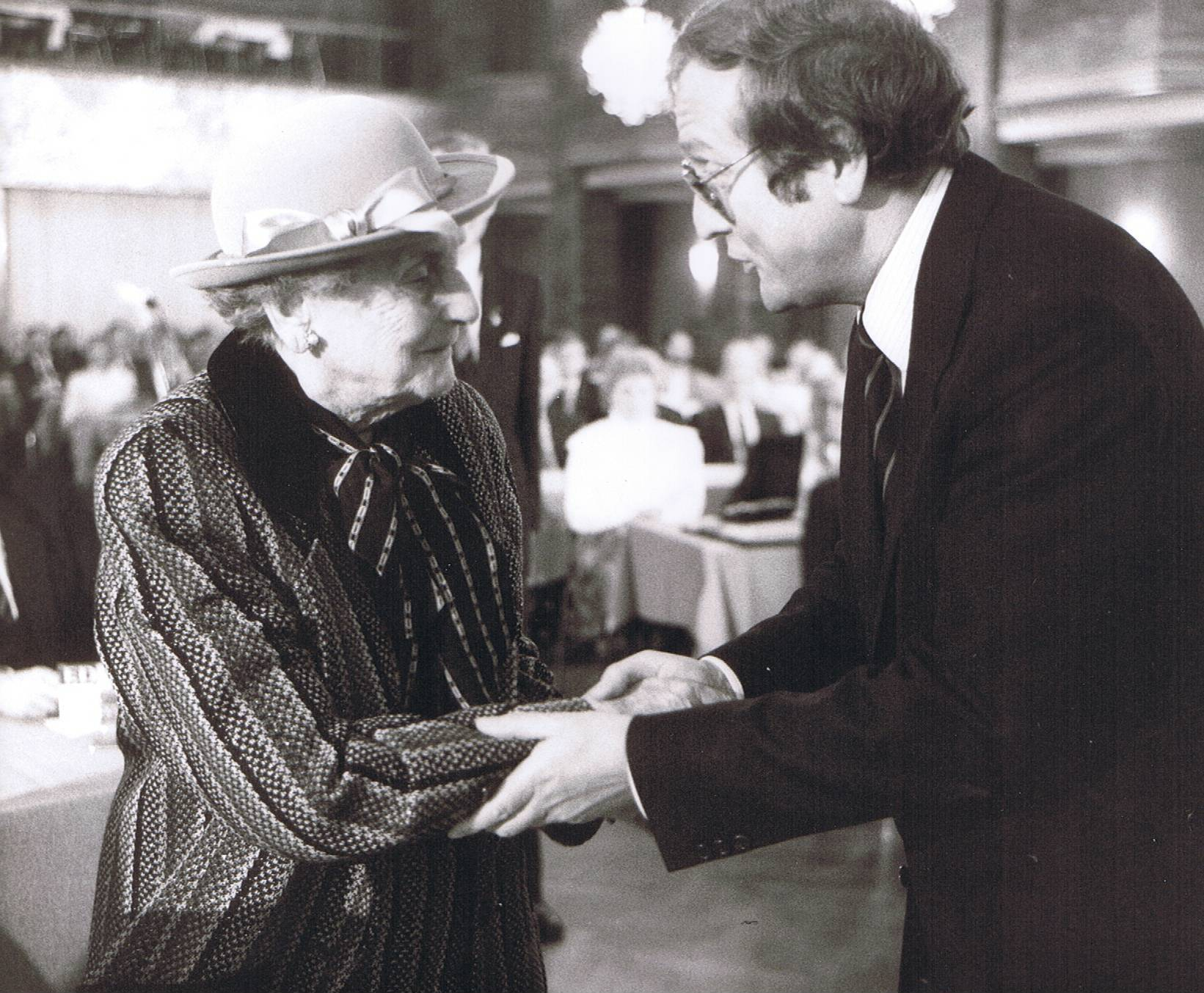
1987: Festakt 40 Jahre FDP Rheinland-Pfalz. Brüderle begrüßt Thress.

Nachdem im November 1946 ein Zusammenschluss der beiden südliberalen Parteien LP und SV gescheitert war, einigte man sich auf einen gemeinsamen Delegiertentag am 19./20. April 1947 in Bad Kreuznach. Dort beschlossen die Delegierten den Zusammenschluss der Liberalen Partei und des Sozialen Volksbundes zur „Demokratischen Partei Rheinland-Pfalz“. Wilhelm Rautenstrauch wurde zum Vorsitzenden gewählt, starb aber wenige Tage nach der Wahl. Ellen Thress übernahm daraufhin als geschäftsführendes Vorstandsmitglied den kommissarischen Vorsitz. 1955 erhielt Ellen Thress als erste Rheinland-Pfälzerin das Große Verdienstkreuz des Verdienstordens der Bundesrepublik Deutschland (Großes Bundesverdienstkreuz). 2012 wurde eine Straße in Bad Kreuznach nach Ellen Thress benannt. 1947 benannte sich die Partei um in „Freie Demokratische Partei Rheinland-Pfalz“ den Namen, den sie bis heute trägt.

### Weitere Entwicklung

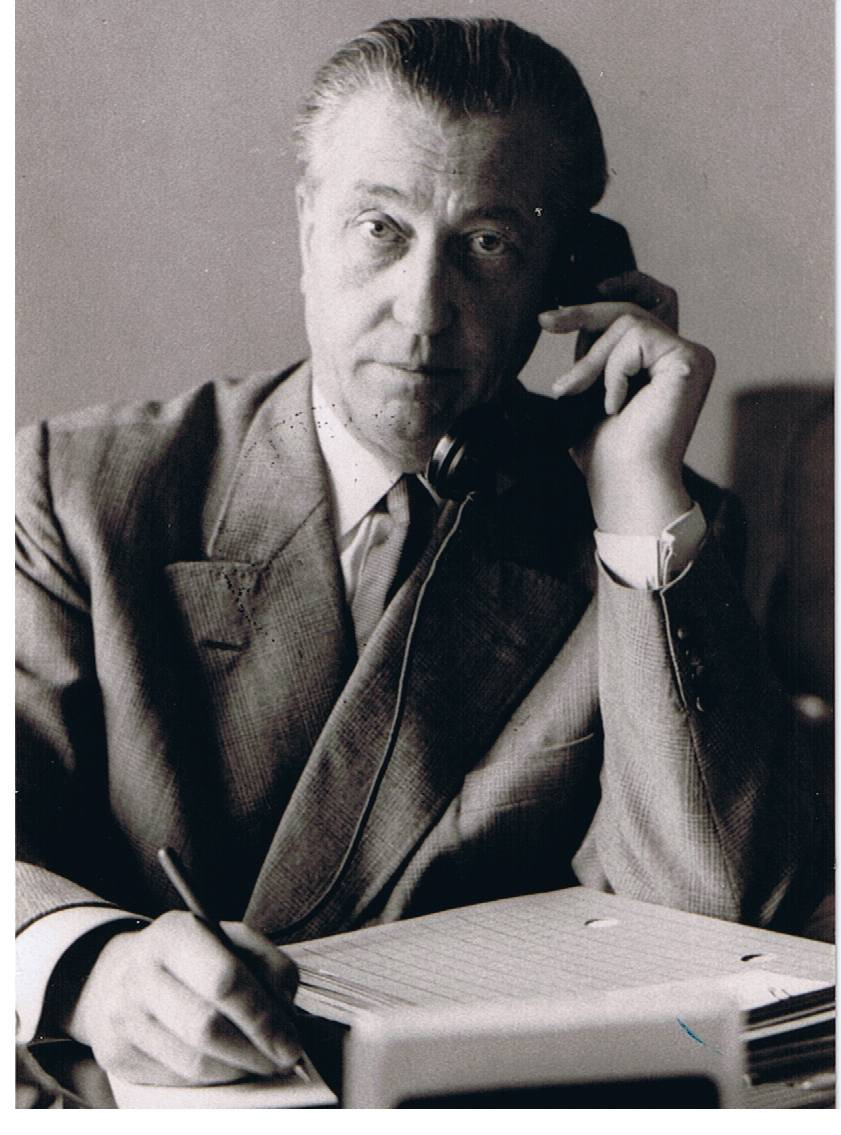
Wilhelm Nowack

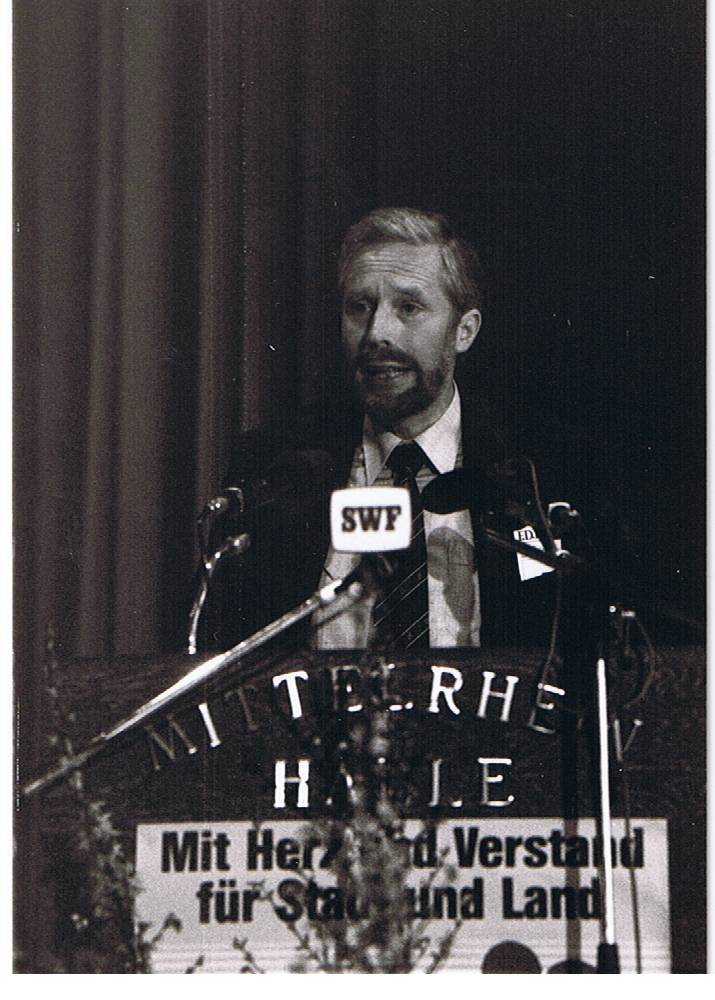
Peter Caesar 1989 in Andernach beim Kommunalpolitischen Kongreß

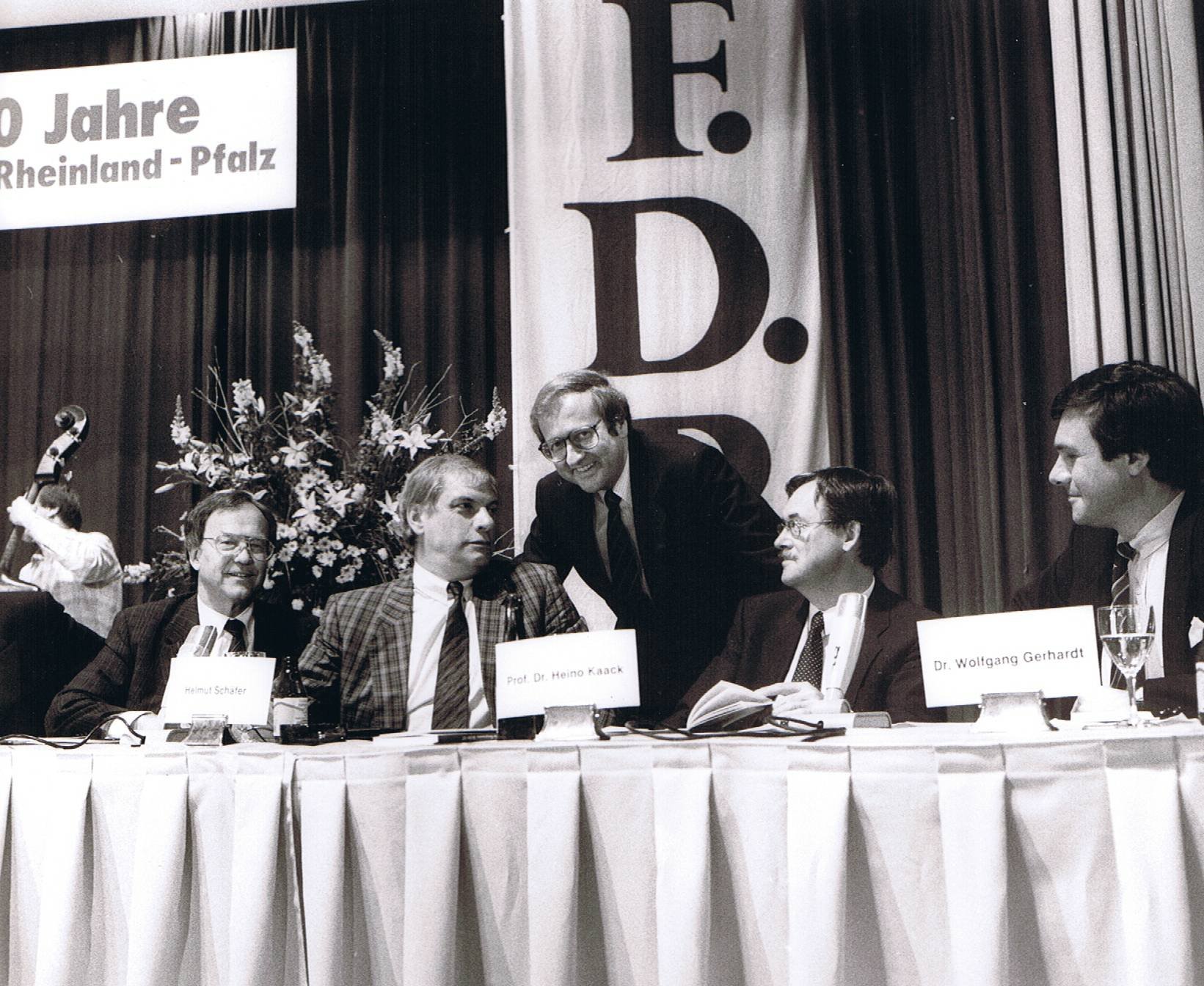
Festakt 40 Jahre FDP Rheinland-Pfalz in Bad Kreuznach (v. l. n. r.): Günter Storch, Helmut Schäfer, Rainer Brüderle, Heino Kaack, Wolfgang Gerhardt

Der erste freigewählte Landtag von 1947 wählte nach einem „Toleranzabkommen“ aller Parteien eine Allparteienregierung ins Amt. Die FDP unterstützte diese Regierung, was der Ausnahmesituation der unmittelbaren Nachkriegszeit geschuldet war. Fritz Neumayer wurde Minister für Wirtschaft und Verkehr. Der kommunistische Minister für Wiederaufbau Willy Feller überwarf sich mit den anderen Regierungsparteien über grundsätzliche Fragen des Marshall-Plans. Die CDU kündigte die Allparteienregierung auf und bildete eine CDU/SPD-Koalition.
Bei der folgenden Landtagswahl traten die Liberalen gegen das an, was sie als aufgeblähte Verwaltungsstrukturen und ausufernden Parteienfilz bezeichneten. Darüber hinaus formulierte die FDP wirtschaftspolitische Grundsätze und stellte sich an die Seite der Bauern und Winzer. Sie zog mit 16,7 % in den rheinland-pfälzischen Landtag ein und erreichte eine Regierungsbeteiligung mit der CDU. In der Regierungszeit konnte sich die FDP mit ihren grundsätzlichen Positionen in der Schulpolitik durchsetzen („Schutz der Simultanschule“).
Es folgten mehrere Regierungsbeteiligungen, bis 1963 CDU und SPD fast gleichauf lagen und die FDP mit 10,1 % zum Zünglein an der Waage wurde. Die SPD bot der FDP noch vor Koalitionsverhandlungen das Amt des Ministerpräsidenten an, wenn man eine Koalition mit der SPD einginge. Nach Verhandlungen mit CDU und SPD lehnte die FDP ab und trat in eine Regierung mit der CDU ein. Vor allem im Bildungsbereich und der Lehrerausbildung konnte sich die FDP mit der CDU auf eine liberale Linie einigen. Ein Antrag auf Urwahl der Bürgermeister scheiterte.
Nachdem die Bundes-FDP in die sozialliberale Bundesregierung unter Kanzler Willy Brandt eintrat, verlor die Landes-FDP 1971 die Regierungsbeteiligung in Rheinland-Pfalz und blieb in der Opposition, bis sie 1983 den Einzug in den Landtag verfehlte.
Rainer Brüderle übernahm am 2. Juli 1983 als Mainzer Wirtschaftsdezernent den Parteivorsitz und begann eine konsequente Konsolidierung. 1987 führte Brüderle die FDP wieder in den rheinland-pfälzischen Landtag und in die Landesregierung zurück, er selbst wurde Landeswirtschaftsminister. Mit der CDU setzte die FDP das Kumulieren und Panaschieren bei Kommunalwahlen durch, ein System, das erstmals bei den Kommunalwahlen 1989 eingesetzt wurde. Ebenfalls 1989 folgte die Einführung der Erst- und Zweitstimme bei Landtagswahlen. Die Forderung nach Direktwahl der Bürgermeister und Landräte konnte die FDP nicht durchsetzen.
1991 traten die Liberalen in eine Koalition mit der SPD ein. Die FDP legte die Grundsteine für die zivile Nutzung der vielen Militäranlagen, die nach dem Abzug der Alliierten leer standen. 1993 startete auf dem Flugplatz Hahn der erste zivile Flug nach Mallorca.
1994 rief Brüderle als zuständiger Minister den Rheinland-Pfalz-Takt ins Leben. Die starke Vernetzung und Taktung des öffentlichen Personennahverkehrs trug zur besseren Mobilität bei. Nach 25 Jahren konnte die FDP auch die Forderung nach einer Urwahl der Bürgermeister und Landräte durchsetzen sowie die Einführung von Bürgerentscheiden und Bürgerbegehren.
Mit der Landtagswahl 1996 zog Nicole Morsblech als damals jüngste Abgeordnete in ein deutsches Parlament ein. Rainer Brüderle wurde Minister für Wirtschaft, Verkehr, Landwirtschaft und Weinbau. Die Landtagswahl 2001 bestätigte die FDP in der Regierungsverantwortung.
2006 erreichte die SPD die absolute Mehrheit. Das Angebot, dennoch an der Regierung beteiligt zu sein, lehnte die FDP ab und ging in die Opposition. Nach einem harten Wahlkampf verpasste die FDP 2011 den Wiedereinzug in den Landtag. Fünf Jahre später zog die FDP wieder in den Landtag ein und bildete nach der Wahl eine Ampelkoalition mit SPD und Grünen; der seit 2011 amtierende FDP-Landesvorsitzende Volker Wissing wurde Minister für Wirtschaft, Verkehr, Landwirtschaft und Weinbau sowie stellvertretender Ministerpräsident. Die Koalition wurde auch nach der Landtagswahl 2021 fortgeführt. Der FDP-Landesvorsitzende Wissing wechselte im selben Jahr als Bundesverkehrsminister in die 2021 gebildete Bundesregierung, ebenfalls eine Ampelkoalition. 2024 trat Wissing aus der FDP aus und verlor damit auch den Landesvorsitz.

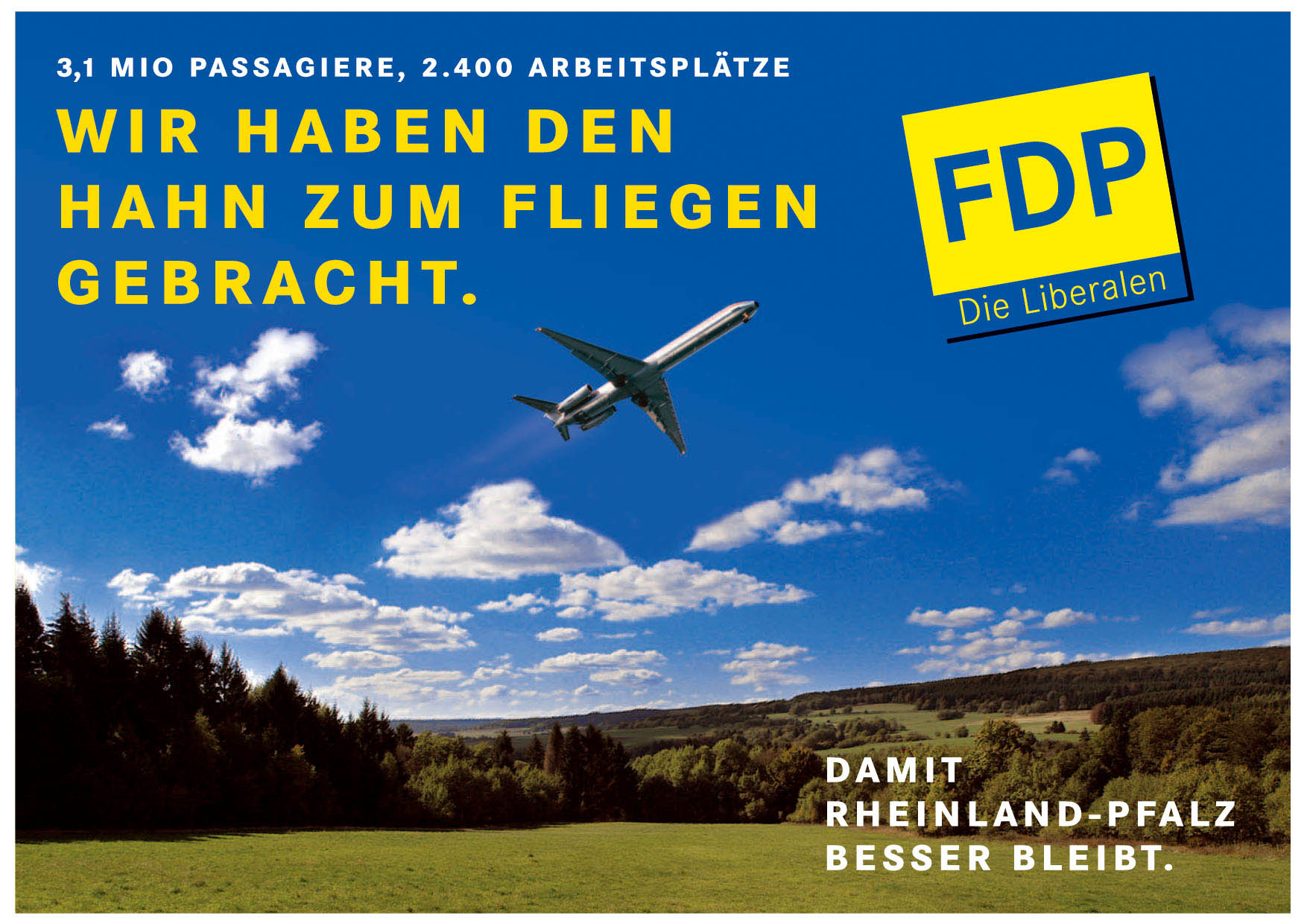
Wahlplakat Landtagswahl Rheinland-Pfalz 2006
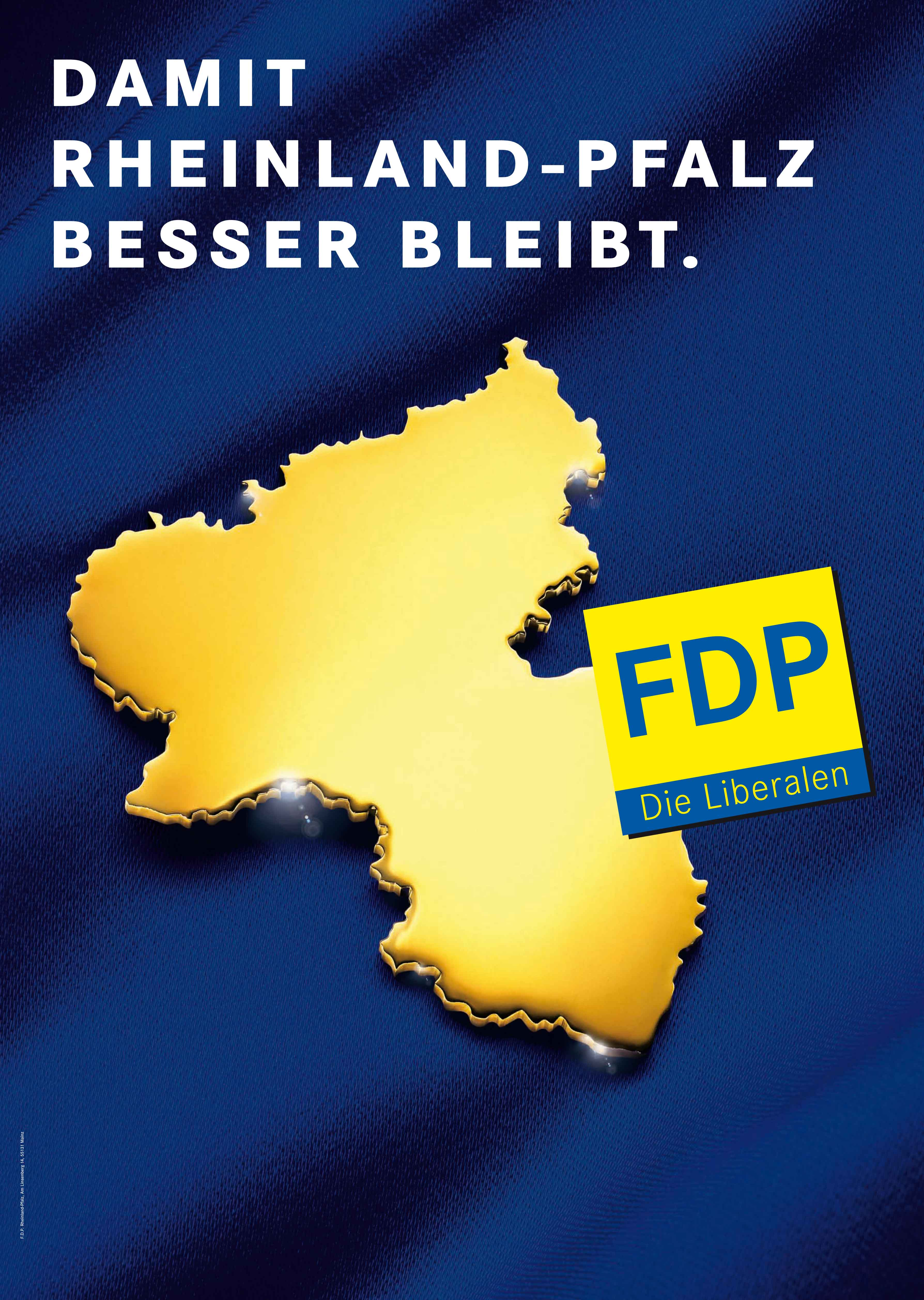
Wahlplakat Landtagswahl Rheinland-Pfalz 2006

## Organisation

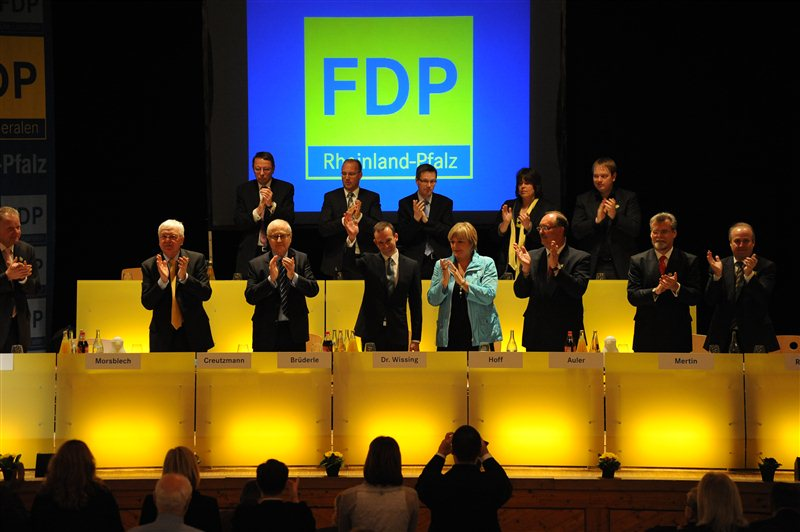
66. ord. Landesparteitag der FDP Rheinland-Pfalz in Deidesheim

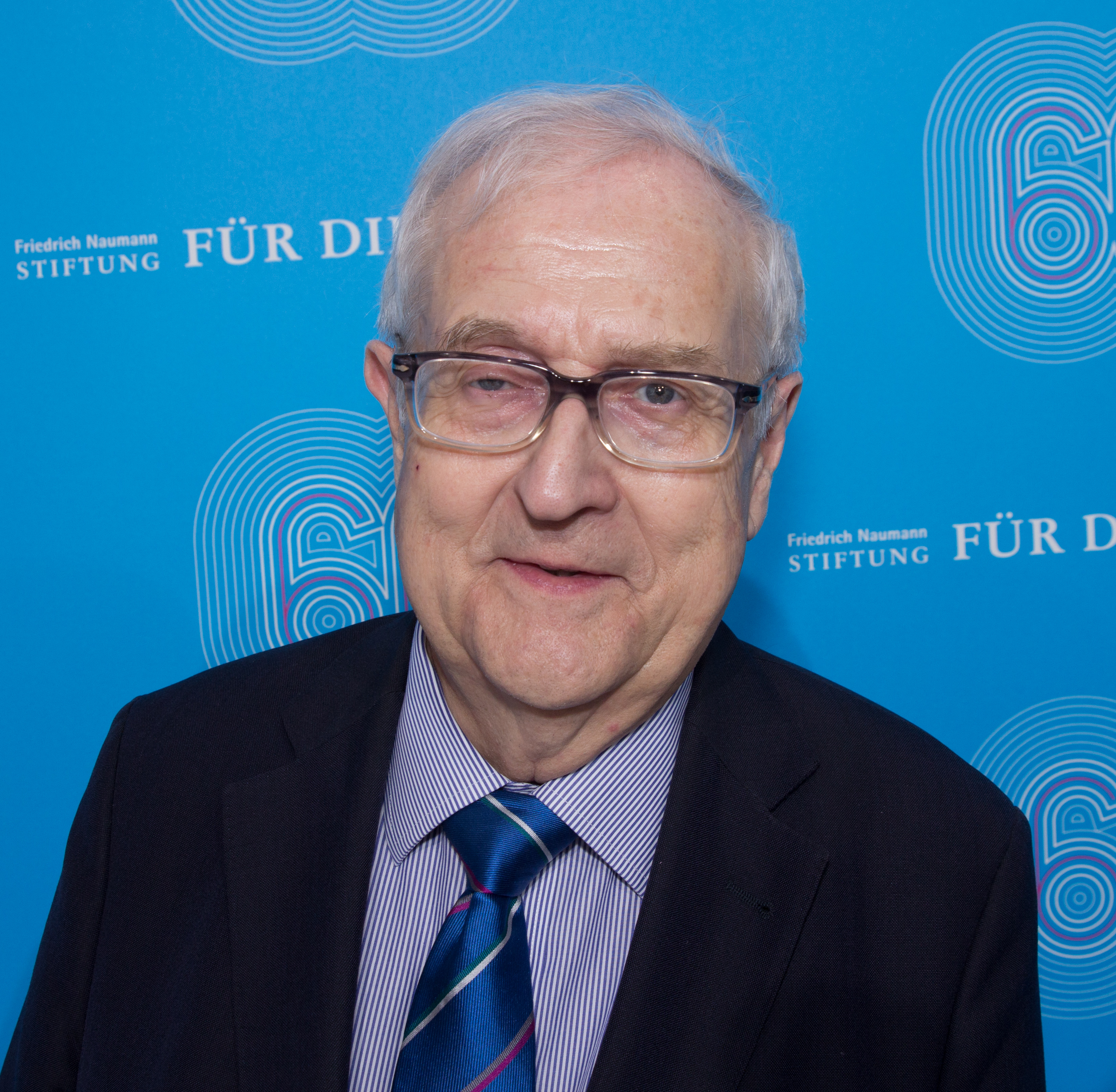
Rainer Brüderle, Ehrenvorsitzender der FDP Rheinland-Pfalz

### Landesparteitag
Der Landesparteitag der FDP Rheinland-Pfalz ist das oberste Beschlussorgan der Partei. Er umfasst 200 Delegierte, die nach einem Delegiertenschlüssel aus den Kreisverbänden gewählt werden, und tagt als ordentlicher Landesparteitag einmal jährlich. 105 Delegierte werden über die Mitgliederzahl der Kreisverbände, 95 Delegierte über die Wahlergebnisse der Kreisverbände bei der letzten Landtagswahl vergeben, wobei jedem Kreisverband mindestens ein Delegierter zusteht. Die Delegierten werden für zwei Jahre gewählt. Die Kreisverbände wählen die gleiche Anzahl an Ersatzdelegierten.

### Landeshauptausschuss
Der Landeshauptausschuss, oder auch „kleiner Parteitag“, ist dem Landesparteitag nachgeordnet. Er besteht aus 59 Delegierten und soll in wichtigen politischen und organisatorischen Fragen befasst werden. Seine Besetzung erfolgt analog der des Landesparteitages, wobei 30 Delegierte nach Mitgliederstärke des jeweiligen Kreisverbandes und 29 nach den Wahlergebnissen der letzten Landtagswahl vergeben werden. Der Vorsitzende des Landeshauptausschusses ist auch Mitglied des Landesvorstandes.

### Landesvorstand
Der Landesvorstand leitet den Landesverband und führt dessen Geschäfte. Er besteht aus einem Vorsitzenden, zwei Stellvertretern, dem Landesschatzmeister, den Ehrenvorsitzenden, dem Vorsitzenden des Landeshauptausschusses, dreizehn Beisitzern und dem Vorsitzenden der Landtagsfraktion. Weitere beratende Mitglieder können bestimmt werden. Die Amtszeit beträgt zwei Jahre.

### Parteigliederung
Der Landesverband gliedert sich in die vier Bezirksverbände Koblenz, Eifel-Hunsrück, Rheinhessen-Vorderpfalz und Pfalz. In der nächsten Ebene gibt es 32 kreisverbände, was weniger ist, wie die Zahl der Landkreise und kreisfreien Städte in Rheinland-Pfalz.
Unterhalb der Kreisverbände gibt es ungefähr 245 Ortsverbände auf Verbandsgemeinde- und Ortsgemeindeebene.

### Landesvorsitzende
| Amtszeit                  | Vorsitzende/r                                                                           |
| ------------------------- | --------------------------------------------------------------------------------------- |
| April bis Mai 1947        | Wilhelm Rautenstrauch                                                                   |
| Mai 1947 bis Sept. 1947   | Ellen Thress                                                                            |
| Sept. 1947 bis April 1948 | Direktorium mit Ellen Thress, Josef Dohr, Otto Frank, Alfred Steger und Leonhard Völker |
| 1948–1951                 | Josef Dohr                                                                              |
| 1951–1953                 | Anton Eberhard                                                                          |
| 1953–1958                 | Wilhelm Nowack                                                                          |
| 1958–1966                 | Fritz Glahn                                                                             |
| 1966–1972                 | Hermann Eicher                                                                          |
| 1972–1974                 | Kurt Jung                                                                               |
| 1974–1981                 | Hans-Otto Scholl                                                                        |
| 1981–1983                 | Hans-Günther Heinz                                                                      |
| 1983–2011                 | Rainer Brüderle                                                                         |
| 2011–2024                 | Volker Wissing                                                                          |
| seit 2025                 | Daniela Schmitt                                                                         |

### Ehrenvorsitzende
| Ernennung | Ehrenvorsitzender |
| --------- | ----------------- |
| 1966      | Fritz Glahn       |
| 1972      | Hermann Eicher    |
| 2011      | Rainer Brüderle   |

## Fraktionsvorsitzende im Landtag

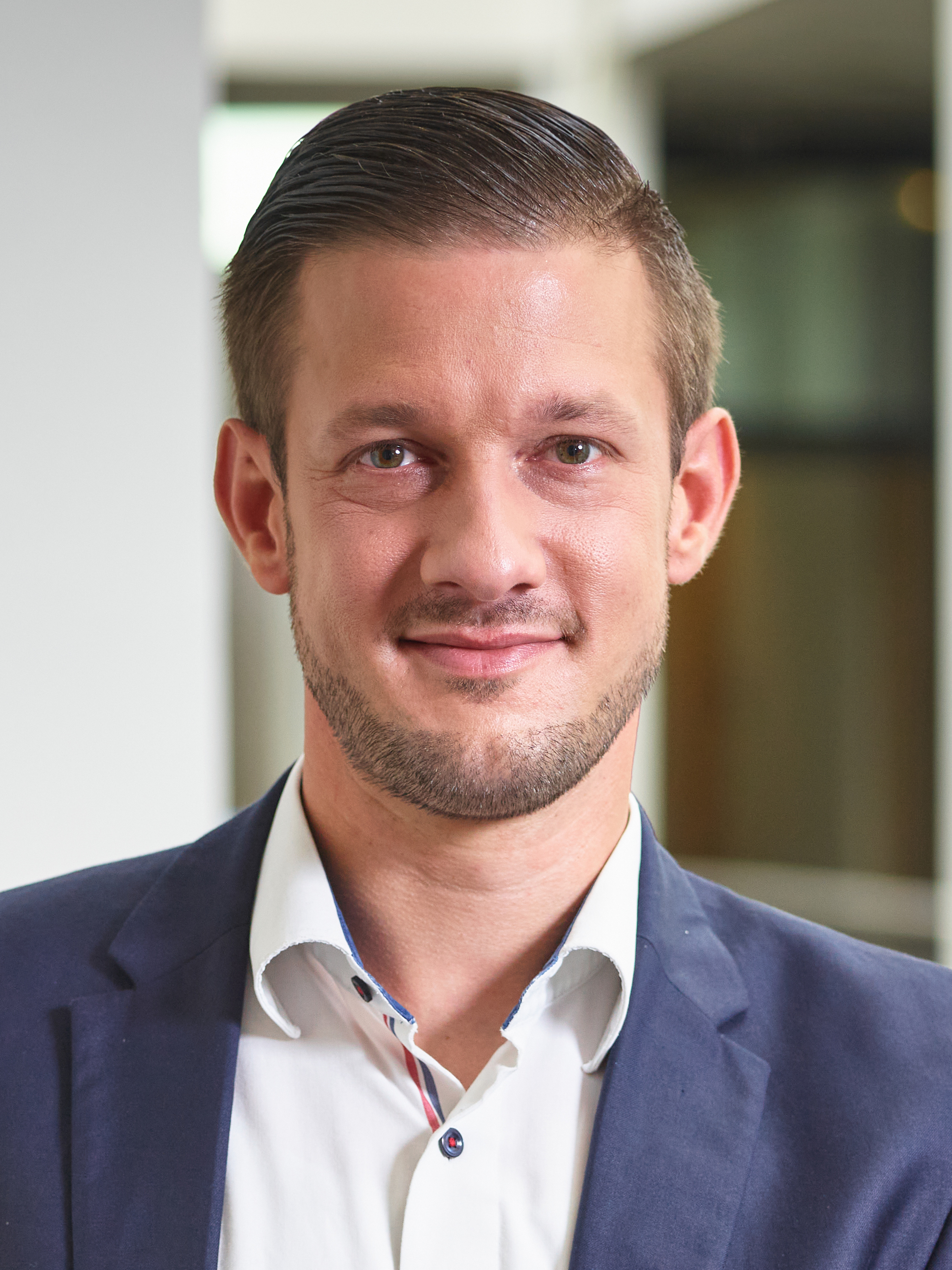
Fraktionsvorsitzender Steven Wink, 2021

| Amtszeit                              | Vorsitzender            |
| ------------------------------------- | ----------------------- |
| 9. Juli 1947 – 5. Juli 1948           | Carl Neubronner         |
| 6. Juli 1948 – 29. Juni 1951          | Wilhelm Nowack          |
| 29. Juni 1951 – 19. Februar 1952      | Anton Eberhard          |
| 19. Februar 1952 – 15. September 1953 | Karl Lahr               |
| 15. September 1953 – 31. Mai 1955     | Karl Motz               |
| 1. Juni 1955 – 23. November 1957      | Fritz Glahn             |
| 23. November 1957 – 18. Mai 1959      | Valentin Wallauer       |
| 19. Mai 1959 – 17. Mai 1963           | Fritz Schneider         |
| 18. Mai 1963 – 31. Mai 1969           | Günter Storch           |
| 2. Juni 1969 – 3. Februar 1982        | Werner Danz             |
| Februar 1982 – 17. Mai 1983           | Hans-Otto Scholl        |
| Mai 1987 – Juni 1987                  | Rainer Brüderle         |
| 29. Juni 1987 – 19. Mai 1996          | Hans Hermann Dieckvoß   |
| 20. Mai 1996 – 11. November 1998      | Hans-Artur Bauckhage    |
| 12. November 1998 – 17. Mai 2006      | Werner Kuhn             |
| 18. Mai 2006 – 17. Mai 2011           | Herbert Mertin          |
| 18. Mai 2016 – 23. Mai 2016           | Volker Wissing          |
| 23. Mai 2016 – 1. Oktober 2017        | Thomas Roth             |
| 2. Oktober 2017 – 18. März 2021       | Cornelia Willius-Senzer |
| 18. März – 12. Mai 2021               | Daniela Schmitt         |
| 12. Mai 2021 – 2. April 2025          | Philipp Fernis          |
| seit 2. April 2025                    | Steven Wink             |

## Regierungsbeteiligungen in Rheinland-Pfalz
Die FDP war an folgenden Landesregierungen in Rheinland-Pfalz beteiligt:
| Amtszeit  | Kabinett                                 | Liberale Minister |
| --------- | ---------------------------------------- | --- |
| 1947–1948 | Altmeier I Allparteienregierung          | Fritz Neumayer Wirtschaft und Verkehr |
| 1951–1955 | Altmeier II CDU/FDP                      | Bruno Becher Justiz Wilhelm Nowack Finanzen und Wiederaufbau |
| 1955–1959 | Altmeier III CDU/FDP                     | Bruno Becher Justiz Wilhelm Nowack (bis 1958) Finanzen und Wiederaufbau Hans Georg Dahlgrün (ab 1958) Finanzen und Wiederaufbau |
| 1959–1963 | Altmeier IV CDU/FDP                      | Fritz Glahn Finanzen und Wiederaufbau |
| 1963–1967 | Altmeier V CDU/FDP                       | Fritz Glahn (bis 1966) Finanzen und Wiederaufbau Hermann Eicher (ab 1966) Finanzen und Wiederaufbau Fritz Schneider Justiz |
| 1967–1969 | Altmeier VI CDU/FDP                      | Fritz Schneider Justiz Hermann Eicher Finanzen und Wiederaufbau |
| 1969–1971 | Kohl I CDU/FDP                           | Fritz Schneider Justiz Hermann Eicher Finanzen und Wiederaufbau |
| 1987–1988 | Vogel IV CDU/FDP                         | Peter Caesar Justiz Rainer Brüderle Wirtschaft und Verkehr |
| 1988–1991 | Wagner CDU/FDP                           | Rainer Brüderle Stellv. Ministerpräsident Wirtschaft und Verkehr Peter Caesar Justiz |
| 1991–1994 | Scharping SPD/FDP                        | Rainer Brüderle Stellv. Ministerpräsident Wirtschaft und Verkehr Peter Caesar Justiz |
| 1994–1996 | Beck I SPD/FDP                           | Rainer Brüderle Stellv. Ministerpräsident Wirtschaft, Verkehr, Landwirtschaft und Weinbau Peter Caesar Justiz |
| 1996–2001 | Beck II SPD/FDP                          | Rainer Brüderle (bis 1998) Stellv. Ministerpräsident Wirtschaft, Verkehr, Landwirtschaft und Weinbau Hans-Artur Bauckhage (ab 1998) Stellv. Ministerpräsident Wirtschaft, Verkehr, Landwirtschaft und Weinbau Peter Caesar (bis 1999) Justiz Herbert Mertin (ab 1999) Justiz |
| 2001–2006 | Beck III SPD/FDP                         | Hans-Artur Bauckhage Stellv. Ministerpräsident Wirtschaft, Verkehr, Landwirtschaft und Weinbau Herbert Mertin Justiz |
| 2016–2021 | Dreyer II SPD/FDP/Bündnis 90/Die Grünen  | Volker Wissing Stellv. Ministerpräsident Wirtschaft, Verkehr, Landwirtschaft und Weinbau Herbert Mertin Justiz |
| 2021–2024 | Dreyer III SPD/Bündnis 90/Die Grünen/FDP | Daniela Schmitt Wirtschaft, Verkehr, Landwirtschaft und Weinbau Herbert Mertin Justiz |
| 2024–     | Schweitzer SPD/Bündnis 90/Die Grünen/FDP | Daniela Schmitt Wirtschaft, Verkehr, Landwirtschaft und Weinbau Herbert Mertin (bis 2025) Justiz Philipp Fernis (ab 2025) Justiz |

## Wahlergebnisse

### Wahlergebnisse bei Landtagswahlen
(Quelle:)

### Wahlergebnisse bei Bundestagswahlen
| Jahr | Wahl                    | Landesergebnis | Bundesschnitt |
| ---- | ----------------------- | -------------- | ------------- |
| 1949 | 1. Deutscher Bundestag  | 15,8 %         | 11,9 %        |
| 1953 | 2. Deutscher Bundestag  | 12,1 %         | 09,5 %        |
| 1957 | 3. Deutscher Bundestag  | 09,8 %         | 07,7 %        |
| 1961 | 4. Deutscher Bundestag  | 13,2 %         | 12,8 %        |
| 1965 | 5. Deutscher Bundestag  | 10,2 %         | 09,5 %        |
| 1969 | 6. Deutscher Bundestag  | 06,3 %         | 05,8 %        |
| 1972 | 7. Deutscher Bundestag  | 08,1 %         | 08,4 %        |
| 1976 | 8. Deutscher Bundestag  | 07,6 %         | 07,9 %        |
| 1980 | 9. Deutscher Bundestag  | 09,8 %         | 10,6 %        |
| 1983 | 10. Deutscher Bundestag | 07,0 %         | 07,0 %        |
| 1987 | 11. Deutscher Bundestag | 09,1 %         | 09,1 %        |
| 1990 | 12. Deutscher Bundestag | 10,4 %         | 11,0 %        |
| 1994 | 13. Deutscher Bundestag | 06,9 %         | 06,9 %        |
| 1998 | 14. Deutscher Bundestag | 07,1 %         | 06,2 %        |
| 2002 | 15. Deutscher Bundestag | 09,3 %         | 07,4 %        |
| 2005 | 16. Deutscher Bundestag | 11,7 %         | 09,8 %        |
| 2009 | 17. Deutscher Bundestag | 16,6 %         | 14,6 %        |
| 2013 | 18. Deutscher Bundestag | 05,5 %         | 04,8 %        |
| 2017 | 19. Deutscher Bundestag | 10,4 %         | 10,7 %        |
| 2021 | 20. Deutscher Bundestag | 11,7 %         | 11,4 %        |
| 2025 | 21. Deutscher Bundestag | 04,6 %         | 04,3 %        |

Quelle: Bundeswahlleiter

### Wahlergebnisse bei Europawahlen
| Jahr | Wahl       | Landesergebnis | Bundesschnitt |
| ---- | ---------- | -------------- | ------------- |
| 1979 | Europawahl | 6,4 %          | 6,0 %         |
| 1984 | Europawahl | 5,0 %          | 4,8 %         |
| 1989 | Europawahl | 5,7 %          | 5,6 %         |
| 1994 | Europawahl | 4,0 %          | 4,1 %         |
| 1999 | Europawahl | 3,7 %          | 3,0 %         |
| 2004 | Europawahl | 6,5 %          | 6,1 %         |
| 2009 | Europawahl | 11,2 %         | 11,0 %        |
| 2014 | Europawahl | 3,7 %          | 3,4 %         |
| 2019 | Europawahl | 5,8 %          | 5,4 %         |
| 2024 | Europawahl | 5,9 %          | 5,2 %         |